# Медвянчик бурий
Медвя́нчик бурий (Melipotes fumigatus) — вид горобцеподібних птахів родини медолюбових (Meliphagidae). Ендемік Нової Гвінеї.

## Підвиди
Виділяють три підвиди:
- M. f. kumawa Diamond, 1985 — південь півострова Бомберай[en] (гори Кумава);
- M. f. goliathi Rothschild & Hartert, E, 1911 —східні схили гір Герцог[en] (схід Нової Гвінеї);
- M. f. fumigatus Meyer, AB, 1886 — Центральний хребет.

## Поширення і екологія
Бурі медвянчики живуть у вологих гірських тропічних лісах Нової Гвінеї.